# (7520) 1990 BV
1990 بي في (ويعرف أيضًا باسم (7520) 1990 بي في وفق تسمية الكوكب الصغير) (بالإنجليزية: 1990 BV)‏ هو كويكب ضمن حزام الكويكبات؛ وترتيبه 7520 من حيث الاكتشاف.
اكتُشف هذا الجُرم الفلكي بواسطة Shūji Hayakawa ‏ في 21 يناير 1990.

## وصلات خارجية
- (7520) 1990 BV في قاعدة بيانات مختبر الدفع النفاث لأجرام النظام الشمسي الصغيرة

- الاكتشاف · مخطط المدار ·  العناصر المدارية · المعلمات المادية

- (7520) 1990 BV على موقع ويكي سكاي: DSS2, SDSS, GALEX, IRAS, Hydrogen α, X-Ray, Astrophoto, Sky Map, Articles and images